# Stine Stengade
Stine Stengade (født 1. juni 1972 i København) er en dansk skuespillerinde. Hun blev uddannet på Statens Teaterskole i 1998.

## Liv og karriere
Stine Stengade er født i København, men er opvokset i Kalundborg. Efter at have afsluttet sin studentereksamen ved Kalundborg Gymnasium tog hun til Aarhus for at lave gadeteater og prøvede at komme ind på Aarhus Teaters elevskole, men uden held. I 1994 blev hun optaget på Statens Teaterskole og afsluttede i 1998. I 1998 gjorde hun sig bemærket i rollen som Irina i teaterstykket Tre Søstre på Rialto Teatret og har senere hen haft teaterroller på Det Kongelige Teater. Hun fik sit store gennembrud i 2000 som den kvindelige hovedperson i tv-serien Edderkoppen.
Hun spillede hovedrollen i Ole Christian Madsens En kærlighedshistorie (2001), hvor hun i 2002 modtog en Bodil for bedste kvindelige hovedrolle og en Robert for årets kvindelige hovedrolle. I 2008 spillede hun Ketty Selmer i Flammen og Citronen, der også havde Thure Lindhardt og Mads Mikkelsen i hovedrollerne.

## Filmografi

### Film
| År   | Serie                          | Rolle            | Noter                                                      |
| ---- | ------------------------------ | ---------------- | ---------------------------------------------------------- |
| 1996 | Den attende                    | Pia              |                                                            |
| 2001 | En kærlighedshistorie          | Kira             | både Bodil- og Robertpris for bedste kvindelige hovedrolle |
| 2001 | Atlantis - det forsvundne rige | prinsesse Kida   | stemme                                                     |
| 2005 | Nynne                          | Natasja          |                                                            |
| 2006 | Prag                           | Maja             |                                                            |
| 2007 | Daisy diamond                  | Caster           |                                                            |
| 2008 | Flammen og Citronen            | Ketty            |                                                            |
| 2008 | Spillets regler                | Therese          |                                                            |
| 2008 | Den du frygter                 | Ellen            |                                                            |
| 2009 | Vølvens forbandelse            | Vølven           |                                                            |
| 2011 | Værelse 304                    | Nina             |                                                            |
| 2011 | Biler 2                        | Holley Shiftwell | stemme                                                     |
| 2012 | Undskyld jeg forstyrrer        | Beate            |                                                            |
| 2013 | Justin og de tapre riddere     | Donning          |                                                            |
| 2013 | Alle for to                    | Therese          |                                                            |
| 2014 | Sådan træner du din drage 2    | Valka            | stemme                                                     |
| 2014 | Kapgang                        | Maya             |                                                            |
| 2015 | Minions                        | Scarlet Overkill | stemme                                                     |
| 2015 | Eventyret om Askepot           | Stedmoderen      | stemme                                                     |
| 2016 | Den lille prins                | Rosen            | stemme                                                     |
| 2023 | Englemageren                   |                  |                                                            |

### Tv-serier
| År      | Serie               | Rolle               | Noter                      |
| ------- | ------------------- | ------------------- | -------------------------- |
| 2000    | Edderkoppen         | Lisbeth Gordan      | kvindelig hovedperson      |
| 2001    | Langt fra Las Vegas | Anne Joronsen       | sæson 1 og 2 (afsnit 4-14) |
| 2002    | Rejseholdet         | Miriam Plesner      | afsnit 26                  |
| 2003-04 | Forsvar             | Ellen Brahe         | afsnit 22 & 26-29          |
| 2008    | Sommer              | Freja               | afsnit 15-18               |
| 2010    | Borgen              | Henriette Klitgaard | afsnit 2 & 5               |
| 2011    | Den som dræber      | Andrea Lorck        | afsnit 6                   |
| 2014    | Tidsrejsen          | Agent Sort          | julekalender               |
| 2016    | Bedrag              | Nanna               | afsnit 2-14                |
| 2016    | Dicte               | Nina Storm          | sæson 3                    |

### Teater
| År   | Teater               | Stykke                                         | Rolle |
| ---- | -------------------- | ---------------------------------------------- | ----- |
| 1998 | Rialto Teatret       | Tre Søstre                                     |       |
| 2000 | Det Kongelige Teater | Kærlighedens Kværulanter                       |       |
| 2001 | Grønnegårds Teatret  | Helligtrekongeraften                           |       |
| 2001 | Mammutteatret        | Guddomeliggørelsen af den laveste fællesnævner |       |
| 2002 | Gladsaxe Ny Teater   | Kameliadamen                                   |       |